# Gorgan
Gorgan este un oraș din Iran.